# Dolichopus ringdahli
Dolichopus ringdahli är en tvåvingeart som beskrevs av Stackelberg 1929. Dolichopus ringdahli ingår i släktet Dolichopus och familjen styltflugor. Inga underarter finns listade i Catalogue of Life.